# Петър Чернев (певец)
Вижте пояснителната страница за други личности с името Петър Чернев.
Петър Чернев е български поп певец и композитор.

## Биография
Петър Чернев е роден на 7 октомври 1943 г. във Видин. През 1969 г. завършва Естрадния отдел при Българска държавна консерватория в класа на Ирина Чмихова заедно с Мими Иванова, Йордан Марчинков, Ангелина Баева и Мустафа Чаушев. За първи път се представя на сцената с Ирина Чмихова на концерт. През същата година осъществява първото си задгранично турне – в СССР. През 1970 г. участва в конкурса „Млади таланти“ в Готвалдов, Чехословакия, където получава ІІ награда. През 1970 г. Петър Чернев в дует с Магда Панайотова пръв записва на малка плоча песента на Атанас Бояджиев и Богомил Гудев „Откъде да взема сила“, станала популярна 20 години по-късно под заглавието „Лудо, младо“. През 1971 г. участва на международния конкурс „Интерталант – 71“. През 1972 г. осъществява първите си записи под съпровод на Биг бенда на БНР на песните „Съдба“ (б. т. Богомил Гудев) и „Всички ми казват сбогом“ (б. т. Богомил Гудев) и записва в СССР две малки плочи на български език, гост е на международната програма „Московское лето – 72“, участва и в международните конкурси „Варна – 72“ и „Златният Орфей“. До 1972 г. концертира в ГДР, Чехословакия и Полша. През 1973 г. песента в негово изпълнение „Щастлив път“ (м. Захари Георгиев, т. Димитър Стойчев, ар. Петър Чернев) е „Мелодия на годината“ за месец май. През 1974 г. песента му „Малко слънце“ (м. и ар. Петър Чернев, т. Емил Розин) е „Мелодия на годината“ за месец март. Специална награда получава песента „Посвещение“ – 1974 г. (м. Димитър Вълчев, т. Найден Вълчев) на фестивала „Златният Орфей“ през същата година. Особено популярен става в средата на 1970-е с авторската си песен „Заклинание“ (м. Петър Чернев, т. Миряна Башева, ар. Янко Миладинов), която печели трета награда на фестивала „Златният Орфей“ – 1975 г. Същата година се представя и в международния конкурс за изпълнители на фестивала и е отличен с наградата на ОС – Бургас. Заради тази песен му излиза прякорът „Пешо Мъката“. Другата „визитна картичка“ на певеца е песента „Песен за българката“ (м. Йордан Колев, т. Павел Славянски, ар. Петър Чернев), отличена на радиоконкурса „Пролет“ на БНР през 1975 г. През 1975 г. двете му емблематични песни „Заклинание“ и „Песен за българката“ излизат на малка плоча под каталожен номер ВТК 3250, издадена от „Балкантон“. Песента му „Роза и карамфил“ (м. и ар. Петър Чернев, т. Светослав Шапкаров) през 1977 г. е „Мелодия на годината“ за октомври. През 1978 г. отново негова песен – „Спри за малко“ (м. Петър Чернев, т. Богомил Гудев, ар. Юксел Ахмедов), е „Мелодия на годината“ за месец декември. През 80-те години работи с група „Черен Петър“. С нея концертира в Западна Германия, Австрия, Лихтенщайн и Швейцария. Постигнал голяма популярност през 70-те и 80-те, той е един от първите, които се опитват да въведат пазарните принципи на музикалния бизнес в началото на 90-те. Последната изпята песен от певеца е „Моряшка съдба“ на конкурса „Песни за морето, Бургас и неговите трудови хора“ през 1985 г. От 1988 г. сътрудничи като менажер на австрийската фирма „Позитив агентур“, а през 1989 г. заедно със съпругата си Дора Чернева създава собствена импресарска агенция в Австрия. През 1990 г. се връща в България, където е управител на фирмата „Мега София“ (по-късно преименувана на „Мега Музика“), която извършва импресарска, продуцентска и издателска дейност. „Мега София“ е една от първите частни фирми след промените и отваря верига музикални магазини в България, където се предлагат музикални инструменти, плочи и аудиокасети. Петър Чернев е първият, който внася компактдискове в България.
Загива при съмнителни обстоятелства при автомобилна катастрофа на 9 декември 1992 г. в Москва.
През декември 1993 г. колеги певци на Петър Чернев организират голям концерт в негова памет, състоял се в зала 2 на НДК. По случай 50-годишнината на певеца през същата година се издава албумът „Песен и мъка“, на компактдиск и аудиокасета, съдържащ едни от най-хубавите му песни, и е учредена награда на негово име, която се връчва ежегодно на най-добрия ученик от Софийското музикално училище.
В памет на Петър Чернев дъщеря му Яна Чернева записва емблематичната му песен „Заклинание“ в дует с него и ѝ прави клип, публикуван в Ютуб в деня на неговата 80-годишнина – 7 октомври 2023 г. Песента е в изцяло нов аранжимент на Алекс Нушев – акустичен шрайх, пиано и кахон, като участва в класацията „БНР Топ 20“. Режисьор на видеото е Николай Скерлев.
Дискографията на Петър Чернев наброява две дългосвирещи и осем малки грамофонни плочи, три от които издадени в СССР, както и една компилация, озаглавена „Песен и мъка“, издадена на аудиокасета и компактдиск. Първата му дългосвиреща плоча „Петър Чернев“ – кат. № ВТА 2015 е издадена през 1976 г. от „Балкантон“ и съдържа патриотични песни. Звученето ѝ е много модерно за времето си, като затова спомага съпроводът на вокално-инструменталните групи „Бис“ и „Спектър“, а стиловете са поп, рок и две народни песни в рок вариант. В тази плоча е записан един от най-големите хитове на певеца „Завръщане на полските щурчета“. През 1980 г. „Балкантон“ издава втората му дългосвиреща плоча „Черен Петър“ – ВТА 10538 в съпровод на група „Черен Петър“ и Естрадния оркестър на Българското радио. Преобладаващият стил в нея е рок.

## Личен живот
През 1980 година Петър Чернев се запознава със съпругата си Дора Чернева, с която сключва брак през 1981 година. Имат дъщеря Яна Чернева (р. 4 август 1983), която е омъжена за американец. Те имат син, роден през 2016 година.

## Дискография
| Година | Албум                                                                              | Вид     | Издател    | Каталожен номер              |
| ------ | ---------------------------------------------------------------------------------- | ------- | ---------- | ---------------------------- |
| 1970   | „Песни от Атанас Бояджиев и Богомил Гудев“ (малка дуетна плоча с Магда Панайотова) | SP      | Балкантон  | ВТК 2902                     |
| 1972   | „Поëт Пëтр Чернев (Болгария)“ (малка плоча, издадена в СССР)                       | SP      | Мелодия    | Д-00033095-6                 |
| 1972   | „Поëт Пëтр Чернев (Болгария)“ (малка плоча, издадена в СССР)                       | EP      | Мелодия    | ГД00033103-4                 |
| 1972   | „Петър Чернев“                                                                     | SP      | Балкантон  | ВТК 3005                     |
| 1974   | „Петър Чернев“                                                                     | SP      | Балкантон  | ВТК 3061                     |
| 1975   | „Петър Чернев“                                                                     | SP      | Балкантон  | ВТК 3250                     |
| 1976   | „Дневникът на Таня“                                                                | SP      | Балкантон  | ВТК 3279                     |
| 1976   | „Петър Чернев“                                                                     | LP      | Балкантон  | ВТА 2015                     |
| 1979   | „Пëтр Чернев (Болгария)“ (малка плоча, издадена в СССР)                            | EP      | Мелодия    | М62-41453                    |
| 1980   | „Черен Петър“                                                                      | LP      | Балкантон  | ВТА 10538                    |
| 1993   | „Песен и мъка“                                                                     | МС и CD | Мега София | MC: 100 013 1 CD: 100007 – 2 |